# Yoma
Yoma is een geslacht van vlinders uit de familie van de Nymphalidae. De wetenschappelijke naam van dit geslacht is voorgesteld door William Doherty in een publicatie uit 1886.
De soorten van dit geslacht komen voor in Zuidoost-Azië en Australië.

## Soorten
- Yoma algina (Boisduval, 1832)
- Yoma sabina (Cramer, 1780)